# Eurrhyparodes nymphulalis
Eurrhyparodes nymphulalis Strand, 1918 è un lepidottero appartenente alla famiglia Crambidae, endemico dell'isola di Taiwan.